# Przejście graniczne Przesieka-Špindlerův Mlýn
Przejście graniczne Przesieka-Špindlerův Mlýn – polsko-czeskie przejście graniczne na szlaku turystycznym, położone w województwie dolnośląskim, w powiecie karkonoskim, w gminie Podgórzyn, zlikwidowane w 2007.

## Opis
Przejście graniczne Przesieka-Špindlerův Mlýn w rejonie znaku granicznego nr IV/36–IV/36/6, utworzono 2 lipca 1997. Czynne było przez cały rok: w okresie wiosenno-letnim (kwiecień–wrzesień) w godz. 8.00–20.00, a w drugiej połowie roku w godz. 8.00–18.00. Dopuszczony był ruch pieszych, rowerzystów i narciarzy. Doraźnie kontrolę graniczną i celną wykonywały organy Straży Granicznej. Doraźnie kontrolę graniczną i celną osób, towarów oraz środków transportu wykonywała Strażnica SG na Przesiece.
21 grudnia 2007 na mocy układu z Schengen przejście graniczne zostało zlikwidowane.
Do przekraczania granicy państwowej z Republiką Czeską  uprawnieni byli obywatele następujących państw:

1. Republika Austrii
2. Królestwo Belgii
3. Republika Grecji
4. Królestwo Danii
5. Republika Estonii
6. Republika Finlandii
7. Republika Francuska
8. Królestwo Hiszpanii
9. Królestwo Niderlandów
10. Państwo Izrael
11. Japonia
12. Republika Irlandii
13. Republika Islandii
14. Kanada
15. Wielkie Księstwo Luksemburga
16. Republika Litewska
17. Republika Łotewska
18. Republika Federalna Niemiec
19. Królestwo Norwegii
20. Republika Portugalska
21. Republika Słowacka
22. Republika Słowenii
23. Stany Zjednoczone Ameryki Północnej
24. Konfederacja Szwajcarska
25. Królestwo Szwecji
26. Republika Węgierska
27. Zjednoczone Królestwo Wielkiej Brytanii i Irlandii Północnej
28. Republika Włoska
29. Republika Cypryjska[4]
30. Księstwo Liechtensteinu[4]
31. Republika Malty[4].

### Przejście graniczne z Czechosłowacją
W okresie istnienia Czechosłowackiej Republiki Socjalistycznej, od 3 stycznia 1962 funkcjonowało w tym miejscu polsko-czechosłowackie drogowe przejście graniczne Przesieka. Dopuszczony był ruch osobowy turystyczny. Czynne było w godz. 8.00–19.00 w okresie letnim (maj–październik) i w godz. 8.00–16.00 w okresie zimowym (listopad–kwiecień). Kontrolę graniczną i celną osób, towarów oraz środków transportu wykonywała Strażnica WOP Przesieka.

## Galeria

Przejście graniczne Przesieka-Špindlerův Mlýn
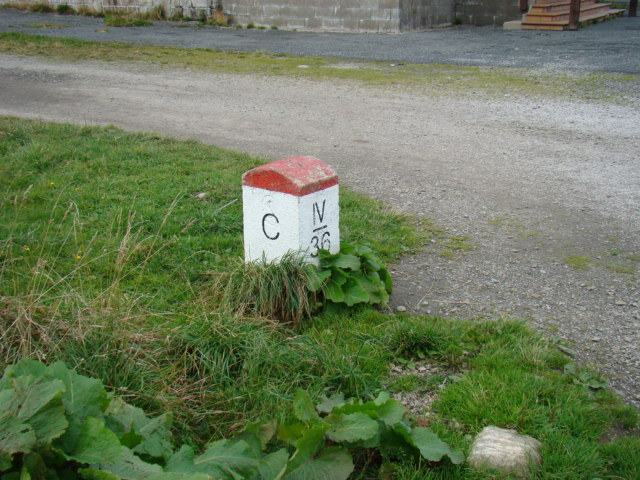
Znak graniczny nr IV/36 (wrzesień 2012)
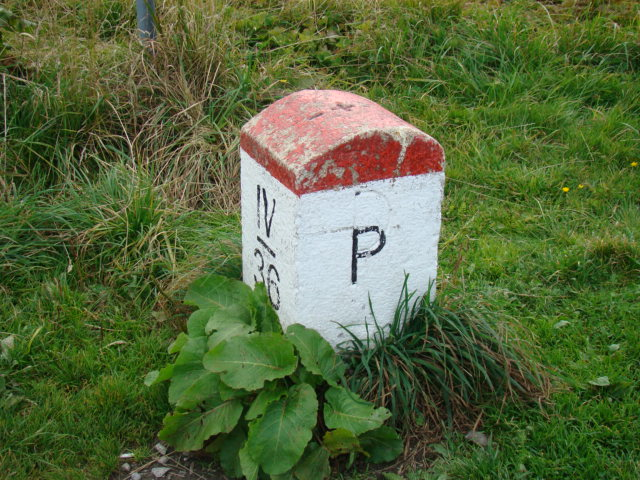
Znak graniczny nr IV/36 (wrzesień 2012)